# Lotnisko Iwonicz
Lotnisko Iwonicz (kod ICAO: EPIW) – dawne lotnisko sportowe znajdujące się w Krośnie. Lotnisko posiadało dwa pasy startowe: trawiasty i asfaltowy. Właścicielem obiektu był Aeroklub Polski, natomiast użytkownikiem były Lotnicze Zakłady Produkcyjno-Naprawcze Aero-Kros Sp. z o.o.
Lotnisko początkowo znajdowało się na terenie gminy Krościenko Wyżne w Pustynach.
W 2018 lotnisko zostało wykreślone z ewidencji lotnisk w Polsce, a prawo do użytkowania jego terenu przejęło miasto Krosno, którego władze postanowiły je zagospodarować w porozumieniu z sąsiadującymi gminami Krościenko Wyżne i Miejsce Piastowe. Na drodze tego kompromisu przeprowadzono zmianę granic, a teren ten od 1 stycznia 2021 roku znajduje się w granicach Krosna. Znaleźć ma się tam łącznik miasta z S19 oraz tereny inwestycyjne.